# 陈善 (1877年)

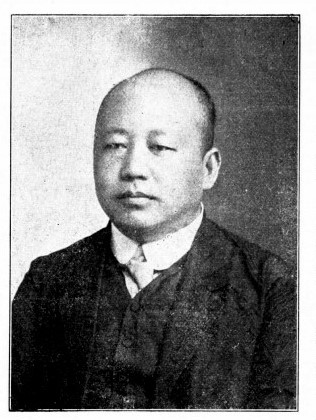
陈善肖像，北京写真通信社《民國之精華》载

陈善（1877年—？），字敬夫，云南盐丰（今大姚县石羊镇）人，清末拔贡，历任云南临时省议会议员、中华民国参议院议员、富滇银行总理、蒙自道道尹等职。

## 生平
清光绪三年（1877年），陈善生于云南盐丰。清末拔贡，法政专门学校肄业后被选为云南咨议局议员。1912年云南重九起义后，云南咨议局改称云南临时省议会，陈善被选为议员。1913年2月13日，云南第一届省议会开幕，2月14日至15日进行云南籍参议院议员选举，陈善为当选的十名参议院议员之一，同年赴北京。5月29日进步党成立，陈善为该党党员:250。6月，陈善被选为宪法起草委员，参与起草北洋政府的第一部宪法草案。1914年1月10日国会解散后回滇，1914年6月出任富滇银行总理，1916年2月离任:95。1916年8月1日国会恢复，仍任参议院议员。1917年6月国会再次解散，陈善返回云南，由云南省行政长官报请国务总理后于11月23日接替丁兆冠简任蒙自道尹:97。
陈善在蒙自道尹期间，履职不详。据《辛亥以后十七年职官年表》“云南省军政民政司法职官年表”记载，陈善任蒙自道尹直至1926年止，但事实上陈善的任期不长，可能是其后几任由云南省政府自行任命的道尹未呈报北洋政府而未被年表记录。1917年10月，当时率军驻扎蒙自的云南省财政厅长缪嘉寿被任命为云南陆军第二卫戍区司令兼蒙自道尹，陈善至少在此时已去职。

## 备注
1. ↑  嚴泉《現代中國的首次民主轉型》书中称陈善为北京法政专门学校毕业[2]:363，而范昌明《云南纸币》等资料中仅言“法政专门学校”[3]，由于民国初年各地法政专门学校颇多，考虑到传主籍贯，条目中未采信北京一说，特此标注